# Hyeny
Hyeny (Hyaeninae) tvoří podčeleď čeledi hyenovití. Jsou to středně velcí masožravci, obývající Afriku a Asii. Hyeny vzhledem připomínají psovité šelmy, ale vývojově mají blíže ke kočkám a především cibetkám, ze kterých se vyvinuly.
Hyeny prosluly jako mrchožrouti, hyena žíhaná a hyena čabraková se živí převážně mršinami. Hyena skvrnitá je převážně lovec.
Obecně se ve volném prostředí dožívají věku: Hyenka hřivnatá 7 let, Hyena čabraková 12 let, Hyena žíhaná 15 let a Hyena skvrnitá 20-25 let.

## Druhy
|  | hyena skvrnitá (Crocuta crocuta)     |
|  | hyena žíhaná (Hyaena hyaena)         |
|  | hyena čabraková (Parahyaena brunnea) |

## Mýty a předsudky o hyenách
V africkém folklóru se v různých státech vyskytují bájné postavy, blízké našim vlkodlakům – hyenodlaci. O takových bytostech, které se z člověka mění v hyenu, se vypráví v severovýchodní Nigérii, západním Súdánu a zejména v Etiopii, kde se těmto bytostem říká qora. Jsou s nimi spojeny např. pověsti o požírání čerstvě zahrabaných lidských těl.
O hyenách se říká, že jsou zloději, kteří kradou jídlo lvům, ve skutečnosti je to však ve většině případů naopak – když se lvům nechce lovit, kradou někdy jídlo naopak oni hyenám (v závislosti na místě výskytu). 
Zvuk, který vyluzuje hyena, je často považován za podobný smíchu, v realitě je však tento zvuk spíše znakem stresu nebo strachu.
Další mýt pojednává o tom, že hyeny jsou zbabělé. Tuto pověst značně podporuje jejich anatomie; díky ohnuté páteři vypadají, jako kdyby se shýbaly. 